# 小川実桜
小川 実桜（おがわ みお、2001年10月3日 - ）は、CBCテレビのアナウンサー、気象予報士。

## 来歴
大阪府堺市出身。神戸大学卒業。CBCの元アナウンサーでありCBC社員の中橋かおりは大学の先輩に当たる。
大学在学中にアナウンサー関連の養成学校の生田教室に通う。2022年には『第2回学生アナウンス大賞』（日本国内の大学生・大学院生から次世代を担うアナウンサーを発掘する目的でフジテレビジョンが主催していたコンテスト）でファイナリストに選出されている。
尚、CBCテレビの同期入社の友廣南実は同じ『第2回学生アナウンス大賞』のファイナリストであり、「CanCam賞」と「フジテレビアナトレ賞」を受けている。在学中に気象予報士と防災士の資格を取得。
フジテレビアナトレ出身である。
2021年から2023年に、堺市をPRする堺観光コンシェルジュとして活動する。
2024年4月、CBCテレビにアナウンサーとして入社（同期は瀧川幸樹、友廣南実、中村彩賀）。初鳴きは同年8月5日放送のラジオ番組『つボイノリオの聞けば聞くほど』、及び同日放送のテレビ番組「チャント!」。
気象予報士としては、2024年8月31日にCBCラジオの『石塚元章 ニュースマン!!』でデビュー（この日は21世紀の賢者たちのコーナーを令和6年台風10号関連情報コーナーに変更。CBCテレビアナウンサー兼気象予報士としては先輩である沢朋宏とともに出演）。2025年3月31日からはnewsXの月曜の天気情報を担当している。
2024年10月より『ゴゴスマ -GO GO!Smile!-』水曜日アシスタントを担当している。

## 人物
- 趣味は手芸、楽器演奏、シール集めなど[10]。音楽に関しては、中学時代はギター部でクラッシックギター、高校時代は吹奏楽部でトランペットを演奏[10][1]。高校時代は友人とコピーバンドを組み、エレキギターも演奏しており、ギターを特技としている[1]。手芸は洋裁にはまっており、ブラウスやズボンを自作している[8]。
- 気象予報士、防災士の資格を持つ[10]。気象予報士を目指すきっかけは自身の名前に「桜」が入っていることから桜が好きであり、桜の開花の法則から天気への興味が芽生えたことからである。気象予報士の試験は大学3年生の時に合格している[11]。

## 出演番組

### テレビ
- CBCニュース（不定期）
- チャント!（月曜日サブキャスター（2025年4月からは火曜日サブキャスターを隔週で出演）、2024年9月30日 - ）
- ゴゴスマ -GO GO!Smile!-（水曜日アシスタント、2024年10月2日 - ）
- newsX（月・火サブキャスター（月曜気象コーナー兼務）、2025年3月31日 - ）

### ラジオ
- CBCニュース（不定期）
- アナののびしろ

### 他局での出演
- 週刊さんまとマツコ（TBSテレビ）（2025年1月23日SP、1月26日#163）

## 過去の出演番組

### テレビ
- AIが描いてみた バーンセン美術館（2024年10月‐2025年4月、 瀧川幸樹、友廣南実、中村彩賀と不定期担当）